# 댄 덜루
댄 덜루(영어: Dan DeLeeuw)는 미국의 영화 특수 효과 기술자이다. 마블 시네마틱 유니버스 영화 중 《캡틴 아메리카: 윈터 솔져》, 《캡틴 아메리카: 시빌 워》와 《어벤져스: 인피니티 워》, 《어벤져스: 엔드게임》의 시각 효과 감독을 맡은 것으로 알려져 있다. 그리고 이 중 〈시빌 워〉를 제외하고 모두 아카데미 시각효과상에 이름을 올렸다. 이 작품들 외에는 《아마겟돈》, 《박물관이 살아있다》 등에 참여한 바 있다.